# Eduard Limonov
Eduard Limonov, (ryska: Эдуард Лимонов) verkliga namnet Eduard Veniaminovitj Savenko (ryska: Эдуард Вениаминович Савенко), född 22 februari 1943 i Dzerzjinsk, död 17 mars 2020 i Moskva, var en rysk poet, författare, politiker och ledare för nationalbolsjevikiska partiet.

## Biografi
Limonov föddes i staden Dzerzjinsk i västra Ryssland, men växte upp i den ukrainska staden Charkiv, och flyttade sedan till Moskva. År 1973 tvingades han emigrera till USA, där han arbetade som korrekturläsare i emigranttidningen Novoje russkoje slovo. Hans första roman Det är jag, Editjka publicerades 1979. Från 1980 bodde han i Frankrike, där han fick medborgarskap. I början av 1990-talet fick han ryskt medborgarskap och flyttade tillbaka till Ryssland.

## Politiken
Limonov var grundaren av och ledaren för det Nationalbolsjevikiska partiet sedan 1992, vilket enligt flera statsvetare bör betecknas som en fascistisk organisation. Han besökte den bosnienserbiske ledaren Radovan Karadžić under kriget i Bosnien och Hercegovina och sköt själv mot Sarajevo, vilket finns dokumenterat på video.
År 2010 bildade Limonov med andra f.d. nationalbolsjeviker ett nytt parti - Det andra Ryssland.
Limonov var initiativtagaren till kampanjen av manifestationer för samlingsfrihet i Ryssland. Kampanjen heter Strategi-31 och pågår i flera ryska städer sedan 2009 på 31 dagar av varje månad som har den.
Limonov stödde oppositionens kampanj Putin måste avgå, trots att han inte hade undertecknat dess upprop.
Eduard Limonov kandiderade till presidentvalet i Ryssland år 2012.